# Amastigia tricervicornis
Amastigia tricervicornis är en mossdjursart som beskrevs av Gluhak, Lewis och Popijak 2007. Amastigia tricervicornis ingår i släktet Amastigia och familjen Candidae. Inga underarter finns listade i Catalogue of Life.